# بیستمین سالگرد استقلال تاجیکستان
بیستمین سالگرد استقلال تاجیکستان (به لاتین: 20-Solagii Istiqloliyati Tojikiston) یک جماعت‌های تاجیکستان در تاجیکستان است که در ناحیه فرخار واقع شده‌است.
 بیستمین سالگرد استقلال تاجیکستان  ۱۴٬۷۳۶ نفر جمعیت دارد.